# 岳麓翘蛛
岳麓翘蛛（学名：Iura yueluensis）为跳蛛科翘蛛属的动物。在中国大陆，分布于湖南、浙江、广西、四川等地。该物种的模式产地在湖南。